# Moruzi

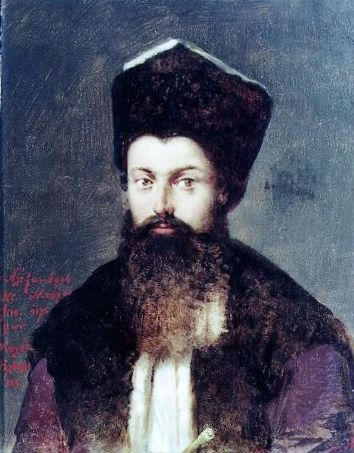
Aleksander Moruzi – hospodar Mołdawii i Wołoszczyzny

Moruzi (gr. Μουρουζης) – ród Greków fanariockich, pochodząca zapewne z okolic Trapezuntu (według jednej z teorii jej protoplasta przybył w te okolice z Wenecji wraz z IV krucjatą). Stał się jedną z głównych rodzin greckich w Stambule. W XVII wieku rodzina przeniosła się do Wołoszczyzny, gdzie osiągnęła duże znaczenie, pochodziło z niej dwóch hospodarów Mołdawii i Wołoszczyzny – Konstantyn i Aleksander.